# Luzonargiolestes
Luzonargiolestes is een geslacht van waterjuffers (Zygoptera) uit de familie van de Argiolestidae.

## Soorten
Luzonargiolestes omvat twee soorten:
- Luzonargiolestes baltazarae (Gapud & Recuenco-Adorada, 2001)
- Luzonargiolestes realensis (Gapud & Recuenco, 1993)